# 1927 في اليابان
فيما يلي قوائم الأحداث التي وقعت خلال عام 1927 في اليابان.

## سياسة

### تعيين في المنصب
- 20 أبريل – تاناكا غيتشي رئيس وزراء اليابان.

### انتهاء فترة المنصب
- 20 أبريل – واكاتسوكي ريجيرو رئيس وزراء اليابان.

## مواليد

### يناير
- 10 يناير – ميجومو تامورا لاعب كرة قدم ياباني.

### فبراير
- 14 فبراير – سيزو كاتو

### مارس
- 11 مارس – ميتشكو إشمور كاتبة يابانية.

### سبتمبر
- 10 سبتمبر – ساشيكو أميرة هيسا

### نوفمبر
- 5 نوفمبر – هيروتسوغو أكايكي
- 7 نوفمبر – هيروشي ياموتشي رائد أعمال ياباني.
- 12 نوفمبر – يوتاكا تانياما رياضياتي ياباني.

### ديسمبر
- 5 ديسمبر – شوجي نيشيو

## وفيات

### يوليو
- 24 يوليو – ريونوسكي أكوتاغاوا (مواليد 1892) كاتب ومؤلف ياباني.